# Leptosynapta albicans
Leptosynapta albicans är en sjögurkeart som först beskrevs av Emil Selenka 1867.  Leptosynapta albicans ingår i släktet Leptosynapta och familjen masksjögurkor. Inga underarter finns listade i Catalogue of Life.